# Kriselachspitze
Kriselachspitze är en bergstopp i Österrike.   Den ligger i distriktet Lienz och förbundslandet Tyrolen, i den centrala delen av landet, 300 km väster om huvudstaden Wien. Toppen på Kriselachspitze är 2 848 meter över havet.
Terrängen runt Kriselachspitze är huvudsakligen bergig. Runt Kriselachspitze är det ganska glesbefolkat, med 26 invånare per kvadratkilometer.. Närmaste större samhälle är Matrei in Osttirol, 16,2 km öster om Kriselachspitze. 
Trakten runt Kriselachspitze består i huvudsak av gräsmarker.